# 居巢

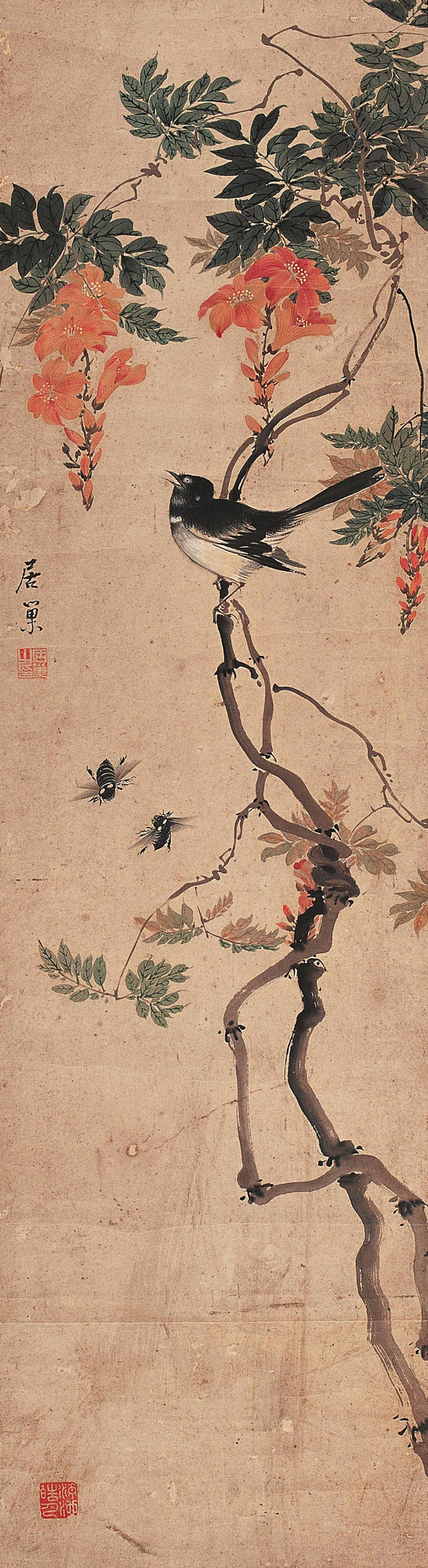
居巢所繪花鳥

居巢（1811年—1865年），原名易，字士杰，一作士本，號梅生、梅巢、今夕庵主等，广东省廣州府番禺县隔山乡（今广州市海珠区）人，清朝書畫家。所繪山水、花卉多秀雅，草蟲則活靈活現，書法師承惲壽平，工詩詞。和其从弟居廉并称“二居”。

## 生平
居巢原籍为江苏省扬州府宝应县，先辈来粤做官，遂落籍番禺隔山乡。居巢生于清嘉庆十六年（1811年）。其父居棣华字石帆，长期在广西为吏，后为郁林州判，卒于官。约道光十四年（1834年），居巢侍父宦游广西，客居桂林。其父逝后，家贫，全仗时任广西巡抚的梁章钜接济为生。后与堂弟一起成为时在广西镇压太平天国起义的东莞人张敬修的幕僚，并随其征战两广、江西等地，因而与张敬修、张嘉谟叔侄产生深厚的友谊。咸丰六年（1856年），张敬修以兵败受伤回籍养病，居巢随其回到广东。咸丰九年，张敬修在粤东镇压太平军有功，复任江西按察使，居巢随后也有江西之行。咸丰十一年八月，张敬修致仕回乡，居巢也随其返粤，寄居可园。同治三年（1864年）正月，张敬修去世，临终前专门叮嘱张嘉谟善待居巢。张敬修死后，居巢携弟重返广州故里，营建庭园。在原屋的基础上，又建了“今夕庵”、“紫梨花馆”、“啸月琴馆”，并在园中种植了素馨、瑞香、夜来香、鹰爪、茉莉、夜合、珠兰、鱼子兰、白兰、含笑等十种花木，常年香气四溢，遂命名为“十香园”。居巢与居廉再在此设馆作画授徒。
1865年，居巢在十香园去世。

## 绘画

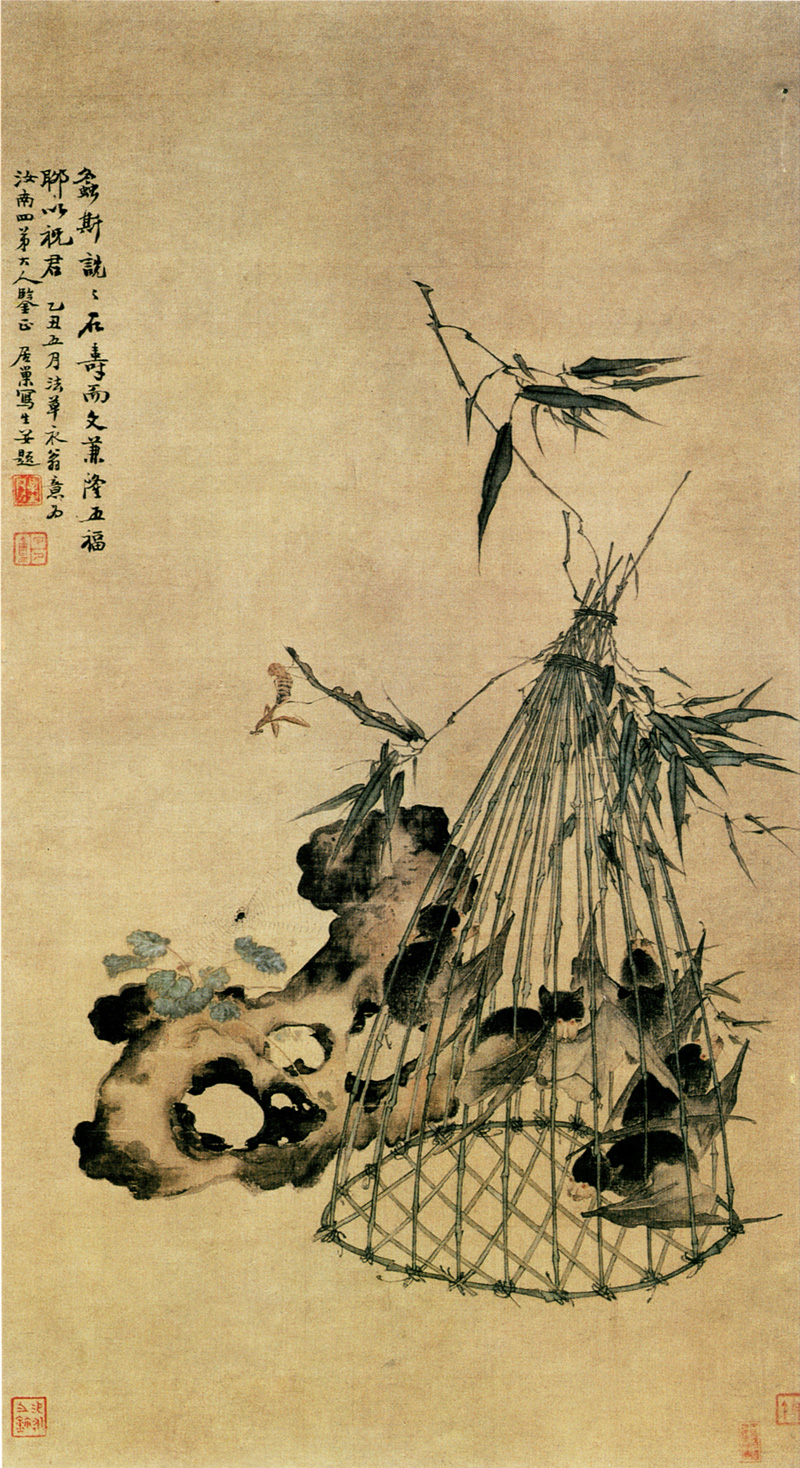
《五福圖》，居巢，廣東省博物館

居巢的绘画以花鸟见长，在当时的岭南画坛独树一帜。居巢与其弟居廉所创立的居派花鸟画和以何翀为代表的小写意花鸟画是当时广东最主要的两大花鸟画流派，而居派画风影响地域之广和时间之长均为何翀一派所望尘莫及。
居巢居廉花鸟画的一大特色是题材上以状写岭南风物为主。在早于居巢的广东画家中，也有尝试描绘岭南特有物产的画家，但其所画的品种较少。居巢居廉则不同，其所画的花卉草虫、蔬果水族以及时令风俗等异常丰富，其中多为岭南独有的品种。画中所描绘的动植物超过两百种，其中包括荔枝、龙眼、香蕉、芒果、橄榄、菠萝蜜等，以及各类小花小草小虫。以往作画题材中罕见的水族动物也是居巢作画的题材之一，从草鱼、鲤鱼到螺、蚬等，都有涉及。此外居巢、居廉还喜画昆虫。邓秋枚称居巢“草虫尤胜”，高剑父在其《居古泉先生的画法》一文中首先介绍的也是其昆虫画。
由于师承宋光宝，工笔没骨画风和注重写生的习惯对居巢和居廉的画风有莫大影响。居巢居廉的绘画以写生为基，功底深厚。高剑父称居廉“眼之所到，笔便能到，无物不写，无奇不写，前人不敢移入画面的东西，师尽能之。甚至月饼，角黍，火腿，腊鸭等等一般常见而不经意的东西，他一一施诸画面，涉笔成趣，极其自然，天衣无缝，可算打破过去传统思想的束缚了。”据高剑父介绍，居廉在写昆虫时，“每将昆虫以针插腹部，或蓄诸玻璃箱，对之描写。画毕则以类似剥制的方法，以针钉于另一玻璃箱内，一如今天的昆虫标本，仍时时观摩”。这与当时清代画坛以临摹前人作品为主、绘画风格和技法墨守陈规的常态截然不同。居巢在《含笑花图》扇面中毫不讳言：“予从事写生，颇尚形似。”
在绘画技法上，居巢不仅在工笔、写意方面均能得心应手，而且擅长撞水、撞粉法，极大地丰富了传统绘画的表现手法。撞水法是用于画植物的枝叶。在色墨未干时将水注入叶子或枝干的向光的一面，这样墨色被水排开，在墨与水之间形成自然的边界，产生向光和背光的效果。高剑父曾经介绍，居巢居廉在写叶时，“则以水注入色中，从向阳方面注入，使聚于阴的方面。如此则注水的地方，淡而白，就可成为那叶的光线，且利用光线外不匀的水渍，干后或深或浅，正所以见叶面的凹凸也。不需刻意渲染，而一叶中的光阴凹凸毕现。”画枝干时也是如此：“写枝亦是用撞水之法，有撞草绿及石绿作为树色与苍苔色的。枝干不用钩勒的线条，因撞水的原故。其色则聚于枝干的两边，干后俨然以原色来作‘春蚕吐丝’的钩勒法一样。”撞粉法则是用于描绘花瓣或蝴蝶翅膀。具体做法是“以粉撞入色中，使粉浮于色面，于是润泽松化而有粉光了。在一花一瓣的当中不须著意染光阴，惟以浓淡厚薄的粉的本身为光阴。”“梅生写蝶翅及主力的花，在当前的三两朵，于粉未干时，常以笔将画架起，使画面略为倾斜，则粉自聚于一端”，因此“干后其色即表为轻松浮润，如朝露未干一般”。撞水撞粉之法，虽不是居巢独创，在惲壽平、宋光宝的画中已有出现，但据高剑父所言，“古人写花向无撞粉之法，自宋院至南田时，用粉法皆系抹粉，挞粉点粉、钩粉而已，未尝有撞粉法也。有之则自梅生。（藕堂虽有，而其法略异，惟烘粉一法，是他独到处。）”居巢居廉有意识地大量使用撞水撞粉之法，使其广为人知，其推广之功不可没。